# أغلفة كوكب الأرض

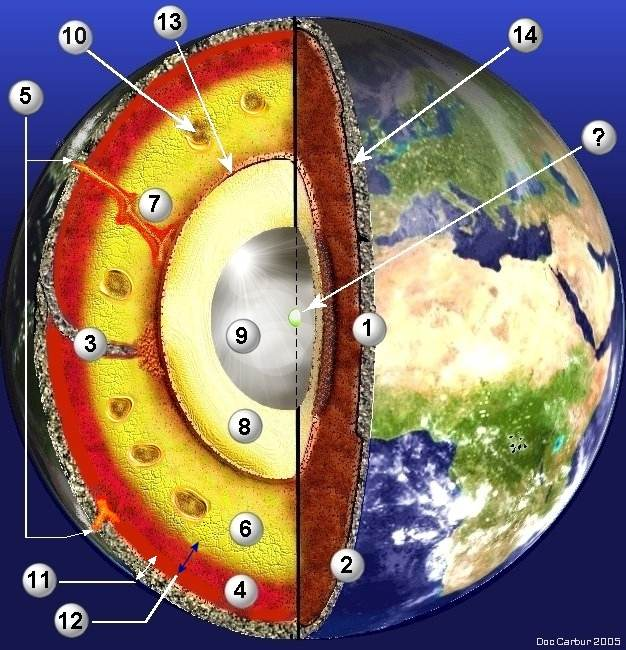

تتألف الكرة الأرضية أساسا من أربعة أغلفة هي: الغلاف الصخري، الغلاف المائي، الغلاف الجوي، الغلاف الحيوي.

## الغلاف الجوي
هو ذلك الغلاف الذي يحيط بالأرض من جميع الجهات ويبدأ من سطح الأرض، حيث يمثل سطح البحر الحد الأسفل للغلاف الجوي ويرتفع إلى مالا نهاية في الجو.
يتألف الغلاف الجوي من عنصرين رئيسين يمثلان حوالي 99% من الهواء حيث يكون النتروجين 78% من الهواء ويكون الأكسجين 21% من الهواء والبقية عبارة عن غازات مختلفة وعديدة أهمها ثاني أكسيد الكربون وتزيد كثافة الغازات في هذا الغلاف كلما اقتربنا من سطح الأرض نظرا لزيادة الضغط، وتقل كلما ابتعدنا عن سطح الأرض حتى أننا نجد في طبقات الجو العليا غازات قليله جداً وخفيفة مثل غاز الهيدروجين والهليوم.
قسم بعض العلماء هذا الغلاف إلى أربعة أقسام هي كالآتي:
- الجو الأدنى، وهو الملامس لسطح الأرض إلى ارتفاع 60 كلم تقريبا.
- الجو الأعلى، الذي يلي الجو الأدنى ويصل إلى ارتفاع 90 كلم تقريبا وبه توجد طبقة الأوزون التي تحمي وتخفف من الأشعة فوق البنفسجية الصادرة من الشمس.
- الجو الأيوني، الذي يصل ارتفاعه إلى حوالي 500 كم تقريبا ويحوي غازات متأينة وفيه يكون الهواء ضئيلا ومخلخلا.
- الجو الخارجي، الذي يمتد إلى ما لا نهاية في الكون، ويحوي الغازات الخفيفة مثل الهليوم والهيدروجين التي تكون جزءاً من خليط غازات الكواكب.

## الغلاف الصخري
هو أهم أغلفة الأرض في علم الجيولوجيا ويمثل تلك الصخور والمعادن المختلفة والمتباينة التي تكون سطح للقشرة الارضيةالذي نعيش عليه.
ويتأثر الغلاف الصخري بجميع الأغلفة الأخرى. حيث أنها تساهم بشكل كبير جدا في تكوين معالمه. وتحديد أشكال وأنواع صخوره ومعادنه.
الغلاف الحيوي هو الحيز الذي توجد به الحياة ويمتد من أكبر عمق توجد به حياة في البحار إلى أعلى ارتفاع توجد عليه الحياة في الجبال. سمكه 14 كم تقريبا.

## الغلاف المائي
تغطي المياه حوالي 70% من سطح الأرض وتعتبر البحار والمحيطات أهم صور الماء على سطح الأرض حيث تمثل حوالي 97% من المياه الموجودة على الأرض، وللمياه بشكل عام والبحار والمحيطات بشكل خاص دور هام وفعال في عمليات الترسيب والنحت على سطح الأرض.
وتوجد صور أخرى للمياه على الأرض مثل الغيوم والأنهار والجليد والمياه الجوفية والتي لها هي أيضا دور فعال في العمليات الجيولوجية.
والمياه على سطح الأرض في تجدد مستمر عن طريق دورة المياه في الطبيعة

## الغلاف الحيوي
هو ذلك النطاق الذي تتمثل به شتى صور الحياة على سطح الأرض فهو يحوي جميع الكائنات الحية التي توجد وتؤثر بشكل أو بآخر على سطح الأرض وتدخل في العمليات الجيولوجية المختلفة كالنحت والترسيب.
ويشمل الغلاف الحيوي كذلك تلك الكائنات التي وجدت على سطح الأرض خلال العصور الجيولوجية المختلفة ومن ثم تلاشت وانقرضت.

## مراحل تكوين أغلفة كوكب الأرض
عند بداية تشكيل كوكب الأرض كان لدوران كوكبنا حول نفسه واستمرار سخونته التدريجية الدور الأكبر في إعادة ترتيب مكوناته حسب كثافته.